# Elysium Mons
Elysium Mons est un volcan situé sur la planète Mars par 24,8° N et 146,9° E dans le quadrangle d'Elysium. Large de 410 km, il culmine à 14 028 m au-dessus du niveau de référence martien et possède une caldeira de 14 km de diamètre. Ses flancs présentent des pentes variant de 1° à 10°.

## Géographie et géologie
Elysium Mons est le principal volcan d'Elysium Planitia, qui est la seconde région volcanique la plus importante de Mars, après le renflement de Tharsis. Deux autres volcans sont situés dans son voisinage immédiat, Hecates Tholus au nord nord-est et Albor Tholus au sud-est, tandis qu'un troisième, Apollinaris Mons, se trouve à l'écart bien plus loin au sud-est, de l'autre côté d'Elysium Planitia. Ces volcans sont moins effusifs que ceux de Tharsis et seraient davantage apparentés aux stratovolcans, à l'image, sur Terre, du Pinatubo ou de la Montagne Pelée.
|                                         |  | |
| Topographie d'Elysium Mons par le MOLA. |  | Image satellite des volcans de la région d'Elysium avec de haut en bas : Hecates Tholus, Elysium Mons et Albor Tholus. |

Elysium Mons se serait formé il y a au moins 3,65 milliards d'années, au tout début de l'Hespérien, et aurait été encore actif il y a 3,1 milliards d'années, au début de l'Amazonien. Des terrains bien plus récents, datés d'environ 1,6 milliard d'années, ont été caractérisés sur les flancs du volcan, mais ne semblent pas être en rapport avec son activité volcanique, plutôt avec une possible activité éolienne.
Il pourrait s'agir d'un volcan bouclier pyroclastique ayant rapidement évolué vers un stratovolcan : la plaine d'Elysium semble avoir été construite à partir de laves initialement très fluides sans doute basaltiques, tandis que la morphologie du cône volcanique évoque davantage celle résultant de laves andésitiques.